# Corrupião-de-audubon
Corrupião-de-audubon ou corrupião-de-dorso-esverdeado (Icterus graduacauda), anteriormente conhecido como corrupião-de-cabeça-preta, é um passeriforme do Novo Mundo que habita as florestas e matagais do sudeste do Texas e da costa mexicana. É a única espécie que possui um capuz preto e um corpo amarelo. Está dividida em quatro subespécies e duas áreas de reprodução alopátricas.
A área mais ocidental estende-se do sul de Naiarite  até ao sul de Oaxaca, enquanto a área oriental se estende do vale inferior do Rio Grande até ao norte de Querétaro. As mais comuns na área ocidental são as subespécies I. g. dickeyae e I. g. nayaritensis. Os I. g. graduacauda e I. g. audubonii podem ser encontradas na área oriental.
Como a maioria das aves da América Central, não é uma espécie migratória e não apresenta dimorfismo sexual significativo. A análise do ADN dos genes ND2 e citocromo b sugere fortemente que o I. graduacauda está mais estreitamente relacionada com o I. chrysater, o corrupião-de-dorso-amarelo. É um membro do género Icterus e, por conseguinte, não deve ser confundido com os papa-figos do Velho Mundo.

## Descrição
O macho da espécie tem o capuz, a mandíbula e a garganta pretos, bem como a cauda preta. As asas são pretas, mas as penas de voo são franjadas de branco. As coberturas secundárias formam dragonas amarelas. O dorso e o respiradouro são amarelos com tons de azeitona e a parte inferior é quase uniformemente amarela.
As fêmeas desta espécie têm a nuca e o dorso ligeiramente mais azeitonados do que os machos. A plumagem da fêmea adulta é semelhante à dos jovens. No entanto, ao contrário dos adultos, as asas são castanhas baças em vez de pretas. Em geral, os espécimes imaturos têm o capuz, as barras das asas, as penas de voo e as dragonas dos espécimes adultos.
No entanto, a primeira plumagem básica mantém a coloração mais escura e verde da plumagem jovem. A muda ocorre geralmente no início do outono, embora se tenha observado que alguns espécimes fazem a muda logo em junho.

### SubespécieDickeyae
A subespécie I. g. dickeyae é digna de nota devido às diferenças de aparência, comportamento e filogenia entre ela e as outras subespécies de I. graduacauda. A coloração olivácea é mais fraca, tornando a ave proporcionalmente mais amarela do que as outras de sua espécie. Além disso, as dragonas amarelas são reduzidas em dickeyae, ficando confinadas às coberturas menores. Esta subespécie é endémica das florestas de pinheiros de grande altitude do México ocidental.

## Comportamento
O corrupião-de-audubon habita florestas e matagais densos e sempre verdes, preferindo as zonas ribeirinhas. Embora prefira a sombra, os pares acasalados podem ocasionalmente ser avistados a procurar alimento em clareiras. Em voo, junta-se a bandos de espécies mistas que incluem gaios, traupídeos e outras aves de tamanho semelhante. Forrageia em vegetação densa, muitas vezes perto de clareiras florestais.

### Reprodução
O ninho do corrupião-de-audubon é semelhante em tamanho e construção aos dos corrupião-de-capuz e de pomar, com cerca de 5 centímetros de diâmetro e uma profundidade semelhante. Assemelha-se a uma bolsa ou cesto suspenso, não tão profundo como o de outras espécies. A borda é firmemente entrelaçada aos galhos de suporte e a entrada é um pouco apertada. O ninho propriamente dito é geralmente composto por longos caules de erva, tecidos enquanto ainda estão verdes e forrados com erva mais fina.
Um par de corrupiões a acasalar incuba geralmente duas ninhadas por ano, cada uma composta por três a cinco ovos por ninhada. No entanto, as crias nascidas da última ninhada não conseguem geralmente sobreviver ao inverno. Os ninhos desta espécie são muitas vezes uma escolha popular para serem parasitados pelo chupim-mulato.

### Voz
O canto do corrupião-de-audubon é uma série de assobios lentos e arrastados. Os seus chamamentos incluem um "ike, ike, ike" nasal e um "peu" assobiado.

### Dieta
Insere o seu bico em madeira ou plantas mortas e macias e utiliza o seu bico para forçar a abertura da planta e expor os insectos que nela se escondem. Alimenta-se de insectos, aranhas, frutos e também aceita sementes de girassol dos comedouros para pássaros.